# Neoclinus blanchardi
A Neoclinus blanchardi a sugarasúszójú halak (Actinopterygii) osztályának a sügéralakúak (Perciformes) rendjébe, ezen belül a Chaenopsidae családjába tartozó faj.

## Előfordulása
A Neoclinus blanchardi előfordulási területe a Csendes-óceán keleti részén van. Az Amerikai Egyesült Államokbeli San Franciscotól kezdve, egészen a mexikói Alsó-Kalifornia (Baja California) középső részéig sokfelé fellelhető.

## Megjelenése

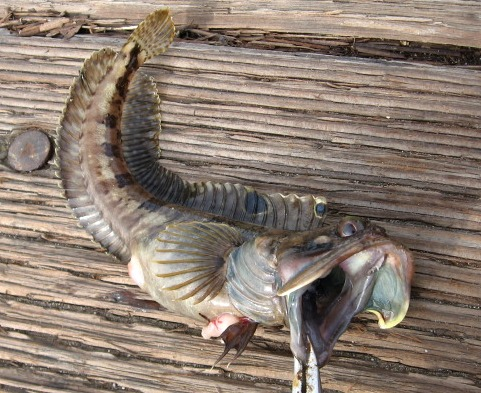
Kifogott példány; jól látszik az óriás szája

Ez a hal legfeljebb 30 centiméter hosszú. Általában zöldes színű, vörös mintázattal. Ingerült állapotban, óriásira nyitja a száját; a nyitott száj lefelé mutató háromszögalakot képez. A nagy szemei a fej tetejéhez közel helyezkednek el.

## Életmódja
Szubtrópusi és tengeri halfaj, amely a fenék közelében él, általában 3-73 méteres mélységekben; az öblökbe ritkán úszik be. Főleg a sekély, árapálytérségben levő homokos vagy iszapos helyeket választja élőhelyül, ahol az elpusztult puhatestűek házaiba, vagy az ember által kidobott palackokba rejtőzik el. Területvédő állatként, igen agresszív a fajtársaival és más állatokkal szemben. Tápláléka mindenféle gerinctelen és kisebb hal.
A Neoclinus blanchardi legfeljebb 6 évig él.

## Szaporodása
A nőstény az ikráit a partok közelébe, a tengerfenéken található elpusztult puhatestűek házaiba vagy kavicsok alá rakja le. Az ikrákat a hím őrzi és gondozza, egészen a kikelésükig.